# 福津广严院
福津广严院，位于中国甘肃省陇南市武都区，1993年3月29日公布为第五批甘肃省文物保护单位，2019年10月7日公布为第八批全国重点文物保护单位，类型为古建筑，始建于宋。